# بيمنتل
بیمنتل (بالإنجليزية: Pimentel)‏، (سردينيا: Pramantellu) هي بلدية، في مقاطعة جنوب سردينيا، في منطقة سردينيا الإيطالية، وتقع على بعد حوالي 30 كيلومترا (19 ميل) إلى الشمال من كالياري. اعتبارا من 31 ديسمبر 2004، كان عدد سكانها 1200 نسمة وتبلغ مساحتها 15.0 كيلومتر مربع (5.8 ميل مربع).

## السكان
في سنة 1861 بلغ عدد السكان 723 نسمة، وتطور العدد ليصل في سنة 2011 لـ 1٬193 نسمة.
يظهر هذا المخطط البياني تطور النمو السكاني لـ بيمنتل